# 3773 Смітсоніан
3773 Смітсоніан (3773 Smithsonian) — астероїд головного поясу, відкритий 23 грудня 1984 року.
Тіссеранів параметр щодо Юпітера — 3,670.